# Ralf-Henning Steinmetz
Ralf-Henning Steinmetz (* 19. August 1966 in Bielefeld) ist ein deutscher Autor, Germanist und Professor für Deutsche Philologie an der Universität Kiel.

## Leben
Nach dem Abitur 1985 am Amandus-Abendroth-Gymnasium in Cuxhaven begann er 1987 ein Studium der Fächer Deutsche Philologie, Philosophie, Mittlere und Neuere Geschichte sowie Sinologie an der Georg-August-Universität Göttingen, das er als Stipendiat der Studienstiftung des deutschen Volkes 1992 abschloss. Seit 1989 war er Mitarbeiter am Kommentar der von Albrecht Schöne herausgegebenen Frankfurter Ausgabe von Goethes Faust. Eine Tragödie. 1992 erfolgte seine Promotion mit einer von Karl Stackmann betreuten mediävistischen Dissertation über Frauenlob. Im selben Jahr setzte er seine Studien an der Université des Sciences Humaines in Straßburg (Strasbourg II) fort. Ab 1993 wirkt er als Hochschullehrer am Germanistischen Seminar der Christian-Albrechts-Universität zu Kiel. 1997 habilitierte er sich dort im Fach Deutsche Philologie mit einer Arbeit über die Historia septem sapientum und ihre deutschen Bearbeitungen. Seit 1998 lehrt er in Kiel als Privatdozent, von 2001 bis 2004 als Heisenberg-Stipendiat der Deutschen Forschungsgemeinschaft und seit 2006 als außerplanmäßiger Professor. Zudem unterrichtet er seit 2007 die Fächer Deutsch und Philosophie am Städtischen Gymnasium Neustadt in Holstein.
In seiner Forschung verbindet Steinmetz eine philologisch-hermeneutische Methodik mit kulturhistorischen Interessen, die sich unter anderem auf die historische Entwicklung von Liebeskonzeptionen und die Geschichte der Fiktionalität richten. Bevorzugter Untersuchungsgegenstand sind die Werke großer Lyriker von Walther von der Vogelweide bis zu Frauenlob sowie die Erzählliteratur vom Tristan bis zum Fortunatus. Daneben arbeitet Steinmetz auch über neuere deutsche Literatur von Goethe über Kafka bis zu Kay Hoff.

## Veröffentlichungen (Auswahl)
- Liebe als universales Prinzip bei Frauenlob. Ein volkssprachlicher Weltentwurf in der europäischen Dichtung um 1300. (=Münchener Texte und Untersuchungen zur deutschen Literatur des Mittelalters, Bd. 106). Max Niemeyer Verlag, Tübingen 1994
- Exempel und Auslegung. Studien zu den ›Sieben weisen Meistern‹. (= Scrinium Friburgense, Bd. 14), Universitätsverlag, Freiburg i.Ü. 2000 [= Teil I der Habilitationsschrift Kiel 1997: »Studien zu Struktur und Deutung der ›Historia septem sapientum‹ und ihrer deutschen Bearbeitungen«]
- Johann Wolfgang Goethe: Faust. Eine Tragödie (Faust I). Mit einem Kommentar. (= Suhrkamp-Basisbibliothek, Bd. 107) Suhrkamp, Frankfurt am Main 2009, 10. Aufl. 2022
- Johann Wolfgang Goethe: Faust I. Unterrichtsvorschläge und Kopiervorlagen. Cornelsen, Berlin 2010

### Als Herausgeber
- Die Hystorij von Diocleciano. In Abbildungen aus dem Codex 407 des Wiener Schottenstifts. (= Litterae, Bd. 118), Kümmerle Verlag, Göppingen 1999
- Die Historia von den sieben weisen Meistern und dem Kaiser Diocletianus. Nach der Gießener Handschrift 104 mit einer Einleitung und Erläuterungen. (= Altdeutsche Textbibliothek, Bd. 116), Max Niemeyer Verlag, Tübingen 2001
- mit Jens Haustein: Studien zu Frauenlob und Heinrich von Mügeln. Festschrift für Karl Stackmann zum 80. Geburtstag. (= Scrinium Friburgense, Bd. 15), Universitätsverlag, Freiburg i.Ü. 2002
- Die Dichtungen des Tannhäusers. Kieler Online-Edition. Kiel 2006–2011: (Online)